# 소원 (가수)
소원은 대한민국의 가수다. 2015년 싱글 《잔해》로 데뷔했다.

## 방송
- 히든싱어 2 (2013) - 임창정 편 7위

## 음반
- 잔해 (2015)

## 피처링
- 임창정 <너의 미소> (2014)